# Socrate (téléfilm)
Pour les articles homonymes, voir Socrates (homonymie).
Pour plus de détails, voir Fiche technique et Distribution.
Socrate est un téléfilm hispano-italo-français réalisé par Roberto Rossellini et diffusé pour la première fois en 1971.

## Synopsis
Après qu'Athènes est tombée sous la coupe des Trente tyrans, les citoyens ne sont plus en sécurité pour leurs vies. Le philosophe Socrate, pendant ce temps, continue ses « prêches » philosophiques, rassemblant de plus en plus de jeunes disciples. Parmi eux, Platon, qui prend note des discours de son maître, ignorant des tensions. La jeunesse d'Athènes apprécie Socrate, tandis que les conservateurs, comme le comédien Aristophane, le tournent en ridicule et le traitent de sophiste.
Quand Socrate affirme avoir eu une vision des dieux à l'autel de Delphes, ces ennemis l'accusent en justice, plaidant que le philosophe corrompt la jeunesse avec des doctrines folles et ne croit pas en les dieux, mais en les démons. Socrate se défend en faisant son « apologie », mais les citoyens sont contre lui. Il est condamné à mort et emprisonné dans l'attente de son exécution. Ses disciples sont désespérés. L'un d'entre eux, Criton, essaye de l'aider en l'encourageant à fuir. Socrate rejette cette idée, disant qu'il doit obéir aux dirigeants de la cité. Socrate meurt en buvant la cigüe.

## Distribution
- Jean Sylvère : Socrate
- Anne Caprile : Xanthippe
- Giuseppe Mannajuolo : Apollodore
- Ricardo Palacios : Criton
- Antonio Medina : Platon
- Julio Morales : Antisthène
- Emilio Miguel Hernández : Mélétos
- Emilio Hernández Blanco : Hypéride
- Manuel Angel Egea : Cébès
- Jesús Fernández : Cristobole
- Eduardo Puceiro : Simmias
- José Renovales : Phédon
- Gonzalo Tejel : Anytos
- Antonio Requena : Hermès
- Roberto Cruz : un vieillard
- Francisco Sanz : un acteur
- Antonio Alfonso : Euthyphron
- Juan Margallo : Critias
- Román Ariznavarreta : Calliclès
- Francisco Calalá : Lysias
- Adolfo Thous : Hippias
- Bernardo Ballester : Théophraste
- Jean-Dominique de La Rochefoucauld : Phèdre
- César Bonet : prêtre
- Jerzy Radlowsky : bouffon
- Pedro Estecha : Phocion
- Rafael de la Rosa : Thrasybule
- Simón Arriaga : serviteur de la cigüe
- Iván Almagro : Hermogène
- Constant Rodriguez : Aristippe
- Stefano Charelli : Éphigène
- Luis Alonso Gulias : Cimon
- Jesus A. Gordon : Lamproclès (en)
- José Luis Ortega : jeune fils de Socrate
- Elio Seraffini : prêtre

## Fiche technique
- Titre original : Socrate
- Titre français :
- Réalisation : Roberto Rossellini
- Scénario : Marcella Mariani, Renzo Rossellini, Roberto Rossellini
 Jean-Dominique de La Rochefoucauld (adaptation française)
- Costumes : Marcella De Marchis
- Photographie : Jorge H. Martín
- Son : Gianni Mazzarini, Jesús Navarro
- Montage : Alfredo Muschietti
- Musique : Mario Nascimbene
- Production : Renzo Rossellini
- Société(s) de production : Orizzonte 2000, ORTF, RAI, TVE
- Pays d’origine :  Italie,  Espagne,  France
- Langue originale : italien
- Format : couleur, son mono
- Genre : biographie, drame
- Durée : 120 minutes
- Dates de sortie :
  - Italie : 17 juin 1971